# Leran (Manyar)
Leran is een bestuurslaag in het regentschap Gresik van de provincie Oost-Java, Indonesië. Leran telt 4474 inwoners (volkstelling 2010).